# ロベルト・キセルロヴスキ
ロベルト・キセルロヴスキ または、ロベルト・キセルロフスキ（Robert Kišerlovski、1986年8月9日 - ）は、クロアチアの元自転車競技（ロードレース）選手。セルビア、チャチャク出身。兄のエマヌエル・キセロヴスキも自転車競技選手。

## 経歴

### 2004年
- シクロクロス国内選手権・ジュニア部門 優勝。

### 2005年
- KRKA - アドリア・モービルと契約しプロ転向。

### 2008年
- ツアー・オブ・スロベニア 総合3位。

### 2009年
- アミーカ・チップス - クナウフに移籍したものの、同チームの財政難が原因で再移籍を余儀なくされ、同年6月10日付でフジ・セルベットに転じた。
- セッティマーナ・インテルナツィオナーレ・ディ・コッピ・エ・バルタリ 総合4位
- 9月に行われたブエルタ・ア・エスパーニャに出場。

### 2010年
- リクイガス・ドイモに移籍。
- ジロ・デ・イタリア 総合10位、新人賞部門総合2位。
- ジロ・デッラッペンニーノ 優勝。

### 2011年
- アスタナに移籍。
- ジロ・ディ・サルデーニャ 総合7位
- クラシカ・サルダ 7位
- ジロ・デル・トレンティーノ 総合6位
- ブエルタ・ア・エスパーニャ 総合18位

### 2012年
- パリ〜ニース 総合9位
- カタルーニャ一周 総合7位
- フレッシュ・ワロンヌ 5位
- ツール・ド・フランス 第12ステージ敢闘賞

### 2013年
- レディオシャック・レオパードに移籍。
- ジロ・デ・イタリア 総合15位
- クロアチア国内選手権ロードレース 優勝

### 2015年
- ティンコフ・サクソに移籍

### 2017年
- カチューシャ・アルペシンに移籍

### 2018年
- 年末をもって引退

## グランツールでの成績

### ブエルタ・ア・エスパーニャ
- 2009 リタイア
- 2010 総合18位

### ジロ・デ・イタリア
- 2010 総合10位
- 2011 総合43位
- 2013 総合15位

### ツール・ド・フランス
- 2012 リタイア

## シクロクロスでの成績
- 2003
  -  クロアチア シクロクロス国内選手権・ジュニア部門 優勝。
- 2004
  -  クロアチア シクロクロス国内選手権・ジュニア部門 優勝。